# GPL linking exception
A GPL linking exception modifica a GNU General Public License (GPL) para criar uma nova licença. Essas licenças modificadas, projetos software que permitam fornecer "biblioteca" código, que é um software código, que é concebido para ser utilizado (em termos técnicos, "ligadas a") outro software, para distribuir o código de software da própria biblioteca em termos essencialmente idênticos para o GPL sem forçar outros distribuindo código que só usa-la, mas integra, portanto, o código do software biblioteca para aplicar os termos da GPL para o seu próprio código.
Muitas bibliotecas de software livre, que são distribuídos sob a GPL utilizar um equivalente exce(p)ção, embora a redação da exce(p)ção varia. Importantes projetos incluem GNU Guile, o tempo de execução de bibliotecas GNAT, e GNU Classpath.
A compilação em tempo real de bibliotecas também utiliza frequentemente esta licença: por exemplo, a biblioteca libgcc no GNU Compiler Collection usa uma liga muito semelhante excepção, bem como todas as bibliotecas do projeto Free Pascal.
Em 2007 a Sun Microsystems lançou a maior parte do código para a classe para as bibliotecas Java SE e Java EE versão 2 projetos no âmbito da licença GPL mais a Classpath linking exception, e utilizada a mesma licença como uma possível licença para sua empresa servidor Glassfish e para a sua NetBeans Java IDE.
Versão 3 da GNU Lesser General Public License (LGPL) também é construído como exce(p)ção ao GPL.

## A exce(p)ção Classpath
O projeto GNU Classpath prevê um exemplo da utilização de tais GPL linking exception. O GNU Classpath biblioteca utiliza a licença a seguir:
Classpath é distribuído sob os termos da GNU General Public License com os seguintes esclarecimentos e especiais exce(p)ção.
Encadeamento esta biblioteca estaticamente ou dinamicamente com outros módulos está fazendo um trabalho combinado baseado nesta biblioteca. Assim, os termos e as condições da GNU General Public License abranger todo o conjunto.
Como uma exceção especial, os detentores de direitos autorais esta biblioteca dar-lhe permissão para ligar esta biblioteca com módulos independentes para produzir um executável, independentemente de os termos da licença desses módulos independentes, e para copiar e distribuir o executável resultante em termos de sua escolha, desde que também reunir-se, para cada módulo independente ligada, os termos e condições da licença do mesmo módulo. Se modificar esta biblioteca, você pode estender esta exceção para a sua versão da biblioteca, mas não é obrigado a fazê-lo. Se você não deseja fazê-lo, exclua esta exce(p)ção declaração da sua versão.
Como tal, ele pode ser usado para executar, criar e distribuir uma grande classe de aplicações e applets. Quando o GNU Classpath é usada inalterado como o núcleo classe biblioteca para uma máquina virtual, compilador para a linguagem Java, ou para um programa escrito na linguagem de programação Java que não afeta o licenciamento para a distribuição desses programas diretamente.

## A GNU Lesser General Public License
Embora a versão 2.1 da licença LGPL foi autônoma, o actual LGPL versão 3 é baseado em uma referência para o GPL, portanto, qualificar como um verdadeiro linking exception.
Comparado com o GNU Classpath licença acima, a LGPL formula mais requisitos para a ligação exce(p)ção, a fim de garantir aos clientes do produto final mais liberdade. Especificamente, deve ser possível e legal para vincular o programa contra uma versão mais recente do LGPL-biblioteca, e de fazer modificações privadas, reverter a engenharia e depuração.

## Referencias
1. 1 2  Stallman, Richard. Various Licenses and Comments about Them. Free Software Foundation. Publicado em 17/5/2007. Acesso em 18/5/2007.
2. 1 2  Classpath::License. Free Software Foundation. 23/4/2007. Acesso em 18/5/2007.
3. ↑  Text of the GCC license[ligação inativa] Savannah code repository. 25 de setembro de 2007. Acesso em 27/3/2008
4. ↑  «Open-Source Java Project Overview». Sun Microsystems. Consultado em 22 de maio de 2007
5. ↑  Glassfish license. 27/3/2008. Acesso em 27/3/2008.
6. ↑  Netbeans license. 27/3/2008. Acesso em 27/3/2008.
7. ↑  GNU Lesser General Public License, Version 3. 29 de junho de 2007. Acesso em 19/10/2007.
8. ↑  Guide to the second draft of LGPLv3. 3/4/2007. Acesso em 10/5/2007.